# KNM Eglantine (K197)
KNM Eglantine (K197) je bila korveta razreda flower Kraljeve norveške vojne mornarice, ki je bila operativna med drugo svetovno vojno.

## Zgodovina
29. avgusta 1941 je Kraljeva vojna mornarica Norveški predala HMS Eglantine (K197), ki jo je leta 1946 odkupina in preuredila v ladjo za zaščito ribolova KNM Soroy. Avgusta 1956 je bila prodana in preurejena v kitolovko Thorglimt. Junija 1969 so ladjo razrezali v Grimstadu.